# Dalembertia hahniana
Dalembertia hahniana är en törelväxtart som beskrevs av Henri Ernest Baillon. Dalembertia hahniana ingår i släktet Dalembertia och familjen törelväxter. Inga underarter finns listade i Catalogue of Life.